# Mad Woman (pjesma Taylor Swift)
"Mad Woman" je pjesma američke kantautorice Taylor Swift s njenog osmog studijskog albuma, Folklore (2022.). Pjesmu su producirali Swift, Jack Antonoff i Joe Alwyn. Pjesmu su napisali Swift i njen producent Aaron Dessner. "Mad Woman" je balada koja se suočava s rasvjetljavanjem i seksističkim tabuom koji se odnosi na gnjev žena.
Nadahnut Swiftinom majstorskom kontroverzom s američkim biznismenom Scooterom Braunom 2019., "Mad Woman" uključuje satiru i lov na vještice, prikazujući staru udovicu koju grad prezire. Kritičari su cijenili suzdržanu feminističku poruku pjesme, koju su suprotstavili humoru u Swiftovoj pjesmi "The Man" iz 2019. i osvetoljubivom tonu pjesme "Look What You Made Me Do" (2017.). "Mad Woman" je dosegla 47. mjesto američke Billboard Hot 100 ljestvice i među 40 najboljih ljestvica singlova u Australiji, Kanadi i Singapuru. U travnju 2023. Swift je prvi put izvela "Mad Woman" kao "pjesmu iznenađenja" s Dessnerom na svojoj šestoj glavnoj koncertnoj turneji, The Eras Tour.

## Pozadina
Taylor Swift iznenađujuće je objavila svoj osmi studijski album, Folklore, 24. srpnja 2020. preko Republic Recordsa. Album izbjegava optimističnu pop produkciju prethodna tri Swiftova izdanja i prilagođava indie folk i alternativne stilove, nastale suradnjom s Aaronom Dessnerom i Jackom Antonoffom. Dessner ima samostalne produkcije na deset pjesama, uključujući "Mad Woman". Kao i većina pjesama koje je Dessner producirao za Folklore, "Mad Woman" je razvijena na "melodičnoj i emotivnoj" klavirskoj melodiji. Swift je opisala Dessnerov glasovir i zvukove gudača kao "zlokobne", što ju je potaknulo da napiše i pjeva o "ženskom bijesu" — temi za koju je mislila da će nadopuniti produkciju. U uvodu koji je prethodio izdanju albuma, Swift je zadirkivala slike raznih pjesama, s "Mad Woman" o "neprikladnoj udovici koja se radosno osvećuje gradu koji ju je izbacio."
U intervjuu za Entertainment Weekly u prosincu 2020., Swift je nagovijestila da je pjesma inspirirana događajima koji su uslijedili nakon kontroverze oko Mastersa, u kojem se uplela u raspravu s američkim biznismenom Scooterom Braunom, koji je kupio Masters njezinog zadnjeg kataloga nakon što je potpisala je novi ugovor o snimanju. Iako Swift nikada nije eksplicitno označila ime Braun, u dokumentarcu Folklore: The Long Pond Studio Sessions, razgovarala je s Dessnerom o "Mad Woman": "... Mislila sam da je element koji najviše izaziva bijes u ženskom životu plinsko svjetlo . Nedavno je bilo slučajeva ovoga s nekim tko je jako kriv za ovo u mom životu, a to je osoba koja me pokušava natjerati da se osjećam kao da sam prijestupnik imajući bilo kakvu obranu. Osjećam da nemam pravo da odgovorim, ili sam lud, ili sam ljut. Kako da kažem zašto je ovo tako loše?"

## Zasluge
- Taylor Swift – vokal, tekstopisac
- Aaron Dessner – pisanje pjesama, produkcija, snimanje, programiranje bubnjeva, udaraljke, bas, akustična gitara, električna gitara, klavir, sintisajzer
- Bryce Dessner – orkestracija
- Serban Ghenea – miksanje
- John Hanes – inženjerstvo
- Clarice Jensen – violončelo, snimka violončela
- Jonatham Low – snimka
- James McAlister – programiranje ritma, sintesajzeri, ručne udaraljke, bubnjevi, snimanje
- Randy Merrill – mastering
- Yuki Numata Resnick – viola, violina
- Kyle Resnick – snimka viole, snimka violine

## Ljestvice
| Ljestvice              | Najviša pozicija |
| ---------------------- | ---------------- |
| Australija             | 25               |
| Kanada                 | 38               |
| Portugal               | 162              |
| Singapur               | 25               |
| SAD                    | 10               |
| Ujedinjeno Kraljevstvo | 50               |